# Joakim Noah
Joakim Simon Noah (25 de fevereiro de 1985, Nova Iorque)  é um ex-basquetebolista franco-americano. Ele jogou pela Universidade da Flórida e ajudou o time a ser campeão da NCAA duas vezes.
Ele é filho da escultora sueca Cecilia Rodhe, Miss Suécia e 5ª colocada no Miss Universo de 1978, e do tenista francês Yannick Noah, tendo assim além da cidadania americana, cidadania sueca e francesa.

## Primeiros anos
Noah nasceu em Nova York, filho do cantor francês e ex-tenista número 3 do mundo, Yannick Noah, vencedor do Aberto da França em 1983, e Cécilia Rodhe, Miss Suécia e 5ª colocada no Miss Universo de 1978. Seu avô Zacharie Noah era um jogador de futebol profissional camaronês, vencedor da Coupe de France em 1961. Noah morou em Paris de 1988 a 1998 e retornou a Nova York aos 13 anos.
Ele jogou basquete no ensino médio na United Nations International School, Poly Prep Country Day School e na The Hill School.
Considerado um recruta de quatro estrelas pela Rivals.com, Noah foi listado como o 19° Ala-pivô e o 75° melhor jogador em 2004.

## Carreira na faculdade

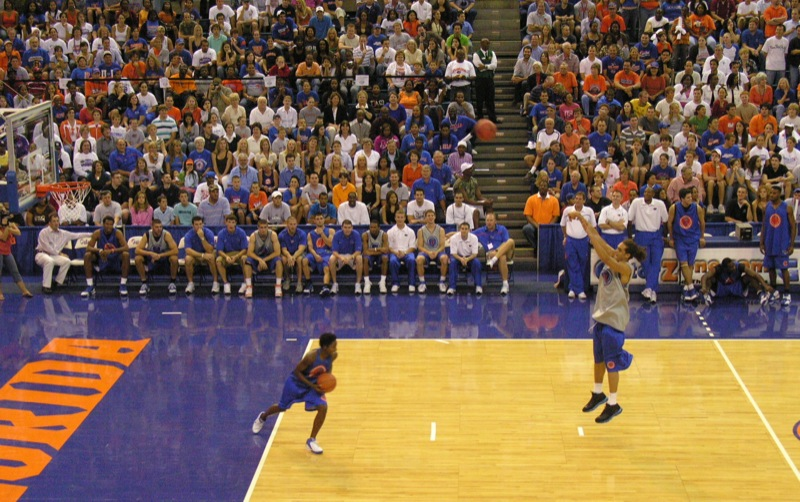
Noah durante o Midnight Madness com Sha Brooks durante um torneio de 3 pontos (13 de outubro de 2006)

Noah aceitou uma bolsa de estudos atlética para frequentar a Universidade da Flórida, onde jogou pelo time de basquete masculino do treinador Billy Donovan, Florida Gators, de 2004 a 2007. Durante o seu primeiro ano, ele jogou 9,4 minutos por jogo e obteve uma média de 3.5 pontos, 2,5 rebotes, 0.5 assistências, 0.2 roubadas de bolas e 0.7 bloqueios.
Em seu segundo ano, Noah começou a jogar como Pivô para substituir Al Horford e nessa posição liderou sua equipe em pontos (14,2) e bloqueios (2,4), enquanto ficou em segundo lugar em rebotes (7.1) atrás de Horford (7,6). No final do Torneio da NCAA, ele havia se declarado para o Draft da NBA de 2006. Noah, no entanto, juntamente com os companheiros de equipe Al Horford e Corey Brewer, anunciaram na celebração do título nacional dos Gators que voltariam para mais uma temporada. Noah e o Florida Gators seriam bi-campeões nacionais na temporada de 2006-07.
Em seu último ano, Noah jogou 25.9 minutos por jogo e obteve uma média de 12.0 pontos, 8.4 rebotes, 2.3 assistências, 1.1 roubadas de bolas e 1.8 bloqueios.

## Carreira profissional

### Chicago Bulls (2007-2016)

#### Primeiros anos
O Chicago Bulls selecionou Noah como a nona escolha geral no Draft da NBA de 2007. Em 6 de novembro de 2007, Noah fez sua estreia na temporada regular depois de perder os três primeiros jogos com uma torção no tornozelo. Em seu primeiro ano, Noah jogou 20.7 minutos por jogo e obteve uma média de 6.6 pontos, 5.6 rebotes, 1.1 assistências, 0.9 roubadas de bolas e 0.9 bloqueios.

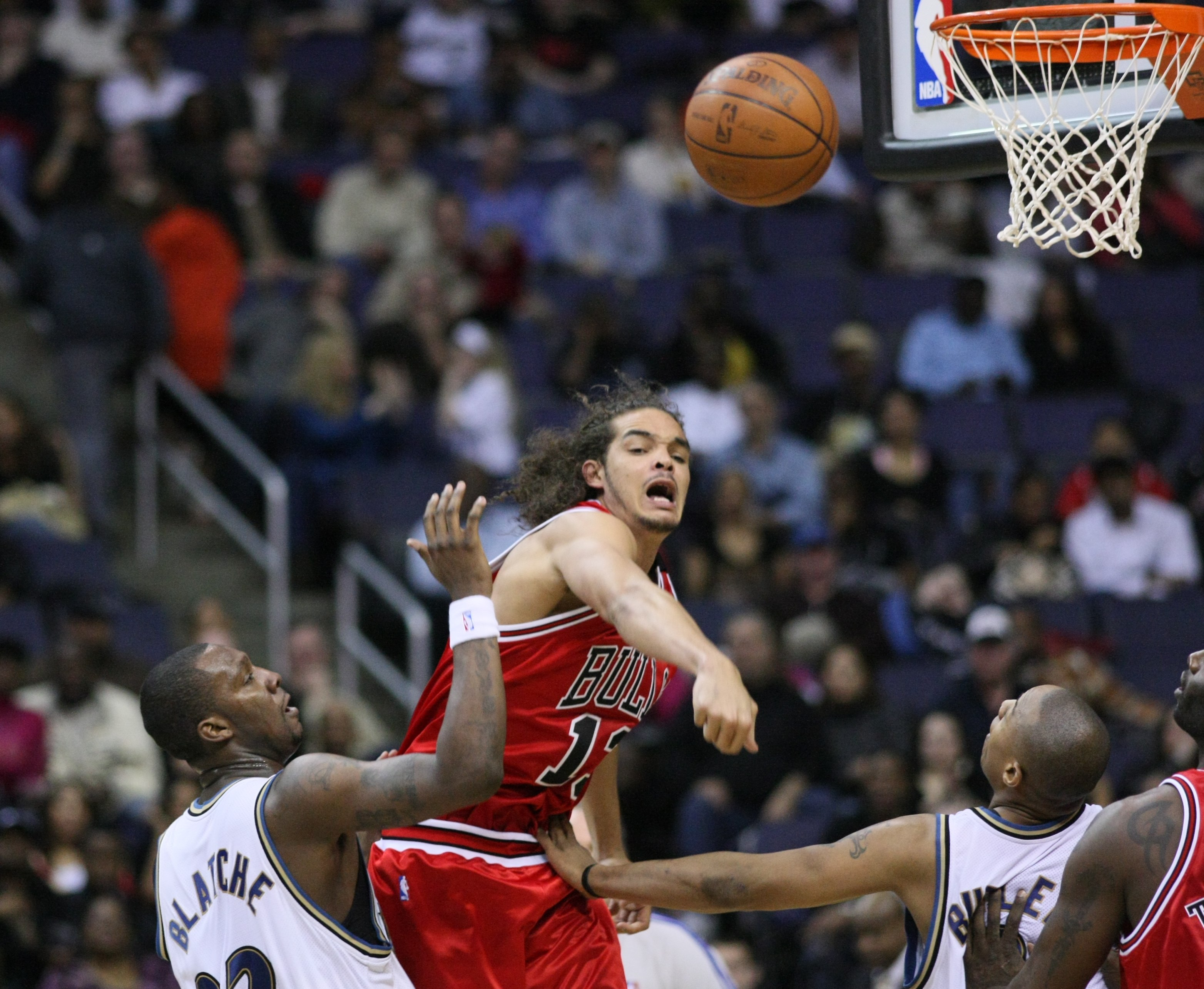
Noah com os Bulls em fevereiro de 2009

Noah desempenhou um papel fundamental no Jogo 6 da primeira rodada dos playoffs de 2009 entre Bulls e o Boston Celtics. No minuto final do terceiro período de prorrogação do jogo, com o placar empatado em 123-123, ele roubou a bola de Paul Pierce e fez uma Enterrada, provocando a sexta falta de Pierce no processo. Os Bulls venceram o jogo por 128–127, apesar de perder a série no Jogo 7.

#### Temporada de 2009-10
Durante a temporada de 2009-10, Noah jogou em 64 jogos devido a lesões e obteve uma média de 10.7 pontos, 11.0 rebotes, 2.1 assistências, 0.5 roubadas de bolas e 1.6 bloqueios.
Os Bulls foram para os playoffs, garantindo a 8ª melhor campanha na Conferência Leste. Nos playoffs, Noah teve médias de 14,8 pontos e 13,0 rebotes, mas os Bulls perdeu para o Cleveland Cavaliers na primeira rodada.

#### Temporada de 2010-11

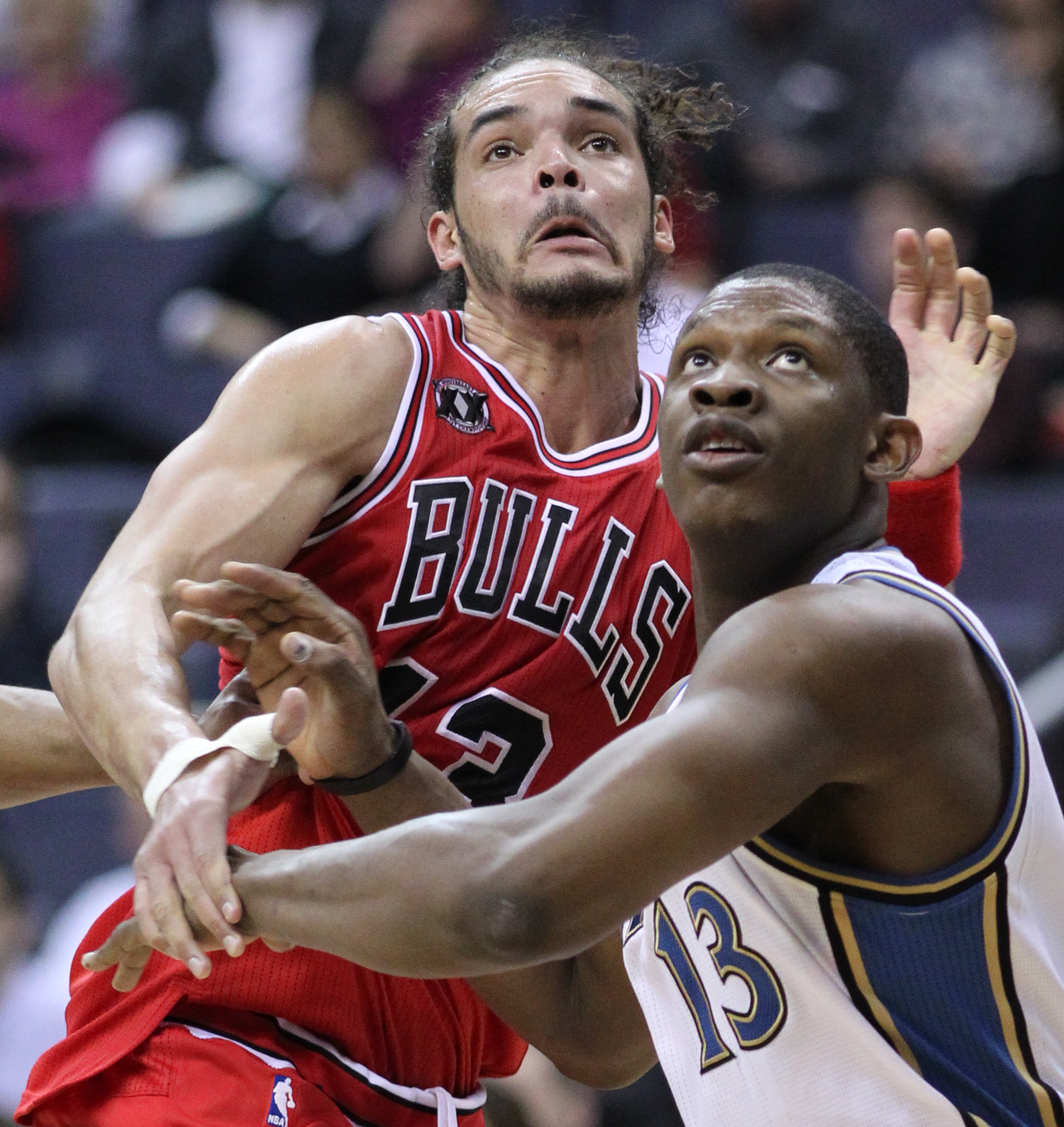
Noah sendo marcado por Kevin Séraphin do Washington Wizards em fevereiro de 2011.

Em 4 de outubro de 2010, Noah assinou uma extensão de contrato de cinco anos no valor de US $ 60 milhões com os Bulls.
Em 15 de dezembro de 2010, os Bulls anunciaram que, devido a um dano ligamentar na mão de Noah, ele passaria por uma cirurgia e perderia de 8 a 10 semanas. Noah teve média de 14 pontos e 11,7 rebotes nos 24 jogos anteriores à lesão. Ele voltou à ação no 55º jogo da temporada em 23 de fevereiro.
Nessa temporada, ele jogou 32.8 minutos por jogo e obteve uma média de 11.7 pontos, 10.4 rebotes, 2.2 assistências, 1.0 roubadas de bolas e 1.5 bloqueios.

#### Temporada de 2011-12
Em 22 de fevereiro de 2012, Noah registrou seu primeiro triplo-duplo da carreira com 13 pontos, 13 rebotes e 10 assistências em um jogo contra o Milwaukee Bucks. Foi o primeiro triplo-duplo de um pivô dos Bulls desde Artis Gilmore em 1977.
Nessa temporada, ele jogou 30.4 minutos por jogo e obteve uma média de 10.2 pontos, 9.8 rebotes, 2.5 assistências, 0.6 roubadas de bolas e 1.4 bloqueios.

#### Temporada de 2012–13
Em 7 de dezembro de 2012, Noah registrou 30 pontos e 23 rebotes em uma vitória contra o Detroit Pistons. Em 18 de dezembro de 2012, ele gravou seu segundo triplo-duplo com 11 pontos, 13 rebotes e 10 assistências em uma vitória de 100-89 sobre o Boston Celtics.
Em 24 de janeiro de 2013, Noah foi nomeado reserva do All-Star Game de 2013, ao lado do companheiro de equipe Luol Deng. Ele se tornou o primeiro pivô All-Star dos Bulls desde Artis Gilmore em 1982. Ele jogou 16 minutos no jogo, registrando 8 pontos e 10 rebotes.
Em 28 de fevereiro de 2013, Noah registrou seu terceiro triplo-duplo da carreira com 23 pontos, 21 rebotes e 11 bloqueios na vitória por 93-82 sobre o Philadelphia 76ers. Ao fazê-lo, Noah empatou um recorde da franquia de mais bloqueios em um jogo da temporada regular estabelecido por Artis Gilmore em 20 de dezembro de 1977 e juntou-se a Hakeem Olajuwon, Kareem Abdul-Jabbar, Shawn Bradley, Shaquille O'Neal e Elvin Hayes como os únicos jogadores a registraram um triplo-duplo de 20-20-10 em pontos, rebotes e bloqueios.
Nessa temporada, ele jogou 36.8 minutos por jogo e obteve uma média de 11.9 pontos, 11.1 rebotes, 4.0 assistências, 1.2 roubadas de bolas e 2.1 bloqueios.

#### Temporada de 2013-14
De 28 de dezembro de 2013 a 1 de fevereiro de 2014, Noah teve uma sequência de 18 jogos de 10 ou mais rebotes, com média de 13,9 rebotes durante esse trecho. Essa série foi encerrada em 4 de fevereiro de 2014 em um jogo contra o Sacramento Kings, quando Joakim foi expulso do jogo depois de reclamar com os juízes.
Em 30 de janeiro de 2014, Joakim Noah foi nomeado reserva do All-Star Game de 2014. Ele jogou 21 minutos no jogo (incluindo todo o quarto quarto) e registrou 8 pontos, 5 rebotes e 5 assistências.
Em 11 de fevereiro de 2014, Noah registrou seu quarto triplo-duplo da carreira em uma vitória por 100-85 contra o Atlanta Hawks, terminando o jogo com 19 pontos, 16 rebotes e 11 assistências. Em 19 de fevereiro de 2014, Joakim foi responsável por 13 assistências em uma vitória de 94-92 contra o Toronto Raptors. Ao fazer isso, ele se tornou o primeiro pivô da NBA com 3 jogos com mais de 10 assistências em uma temporada desde Brad Miller, do Sacramento Kings, na temporada de 2005-06, e o único pivô com 13 assistências em um jogo desde Vlade Divac, em abril de 1996.
Em 2 de março de 2014, Noah registrou seu quinto triplo-duplo da carreira com 13 pontos, 12 rebotes e 14 assistências na vitória por 109-90 sobre o New York Knicks. As 14 assistências de Noah foram as melhores de sempre de um pivô dos Bulls e a maior de um pivô na NBA desde 1986. Três dias depois, em uma vitória de 105-94 sobre o Detroit Pistons, Noah registrou mais um triplo-duplo finalizando o jogo com 10 pontos, 11 rebotes e 11 assistências. Joakim terminou o mês de março com 120 assistências, a maior marca de um pivô desde que Wilt Chamberlain fez 155 em março de 1968.
Em 21 de abril de 2014, Noah recebeu o prêmio de Jogador Defensivo do Ano da NBA pela primeira vez em sua carreira. Ele é o segundo jogador dos Chicago Bull a ganhar o prêmio, depois de Michael Jordan, que o venceu na temporada de 1987-88.
Nessa temporada, ele jogou 35.3 minutos por jogo e obteve uma média de 12.6 pontos, 11.3 rebotes, 5.4 assistências, 1.2 roubadas de bolas e 1.5 bloqueios.

#### Temporada de 2014-15
Em 27 de janeiro de 2015, Noah teve o melhor jogo da temporada, com 18 pontos e 15 rebotes na vitória de 113-111 sobre o Golden State Warriors. Ele terminou a temporada com médias de 7.2 pontos, 9.6 rebotes, 4.7 assistências, 0.7 roubadas de bolas e 1.1 bloqueios, suas médias mais baixas desde a temporada de 2009-10.

#### Temporada de 2015-16
Noah perdeu seu posto de titular para Nikola Mirotić durante a pré-temporada de 2015, sendo reserva nos primeiros 23 jogos da temporada de 2015-16. Após uma derrota para o Detroit Pistons em 18 de dezembro, Pau Gasol não viajou para Nova York para o jogo dos Bulls no dia 19 de dezembro contra os Knicks. Na sua ausência, Noah foi titular em seu primeiro jogo da temporada e, posteriormente, marcou 21 pontos. Ele também pegou 10 rebotes no jogo, seis deles ofensivos, tornando-se o líder de todos os tempos em rebotes ofensivos dos Bulls, passando Horace Grant (1.888).
Em 23 de dezembro, ele ficou de fora de duas a quatro semanas por causa de uma leve lesão no ombro esquerdo. Depois de perder nove jogos seguidos com a lesão, ele voltou à ação em 11 de janeiro, registrando 9 rebotes e 4 assistências em uma derrota para o Washington Wizards.
Depois de se machucar contra o Dallas Mavericks, ele foi descartado por quatro a seis meses depois que foi determinado que ele precisava de cirurgia para estabilizar o ombro esquerdo.
Ele terminou a temporada com médias de 4.3 pontos, 8.8 rebotes, 3.8 assistências, 0.6 roubadas de bolas e 1.0 bloqueios.

### New York Knicks (2016–2018)

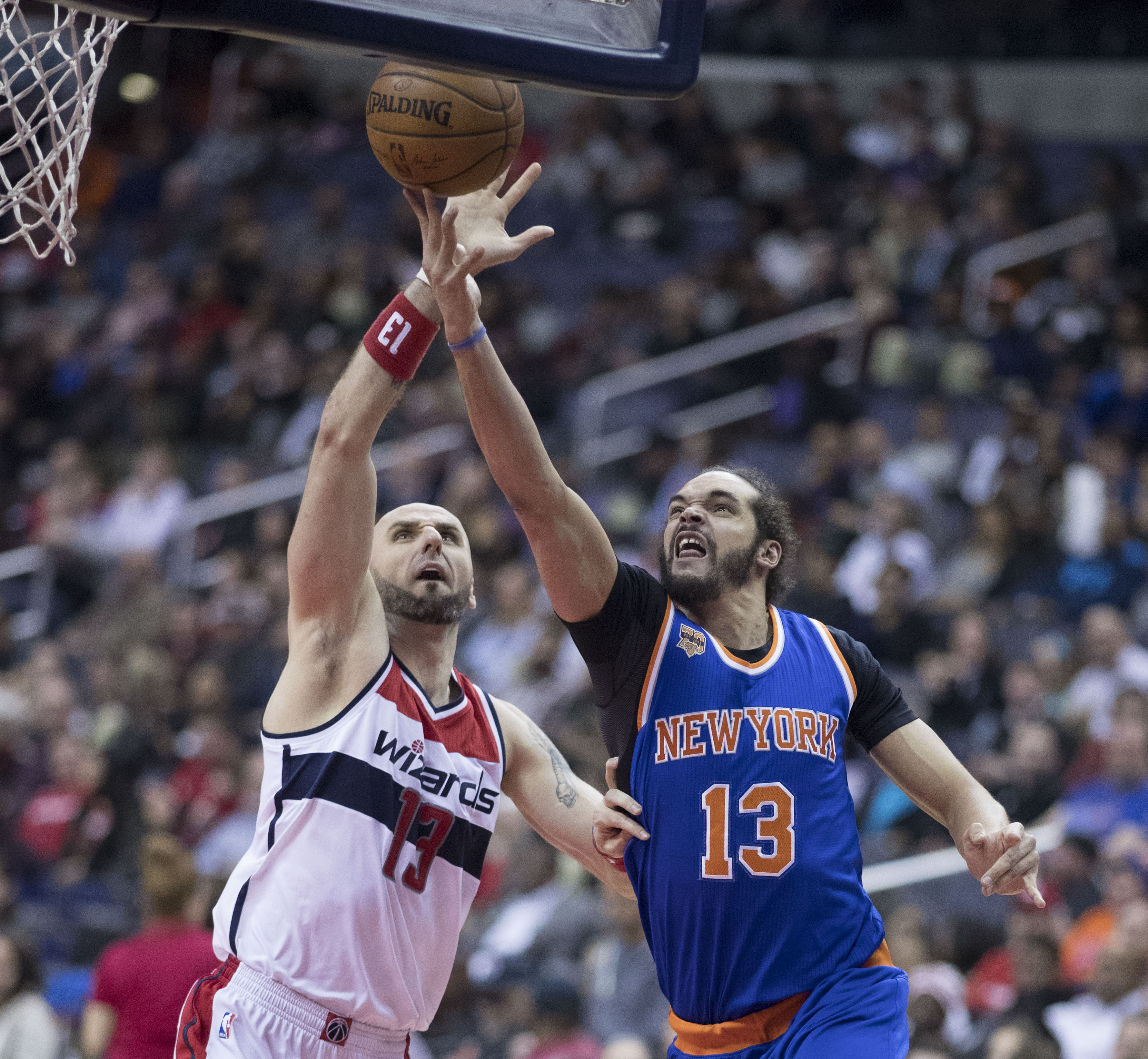
Noah com os Knicks em 2017

Em 8 de julho de 2016, Noah assinou um contrato de quatro anos no valor de US $ 72 milhões com a equipe de sua cidade natal, o New York Knicks. Um contrato questionável na época, mais tarde foi rotulado de "desastroso" e o "pior contrato da história da franquia".
Em 27 de fevereiro de 2017, ele foi submetido a uma artroscopia do joelho esquerdo para remover um corpo frouxo e, posteriormente, foi descartado por pelo menos três a quatro semanas. Em 25 de março de 2017, Noah foi suspenso por 20 jogos sem pagamento por violar a política antidrogas da liga. Noah, que não jogava desde 4 de fevereiro, provavelmente perderia os 10 jogos finais dos Knicks na temporada por causa de uma lesão no joelho esquerdo. A suspensão foi transferida para os 10 primeiros jogos da temporada de 2017-18. Noah, inconsciente de sua violação, não recorreu da suspensão. Em 12 de abril de 2017, considerou-se que Noah precisava de cirurgia para um manguito rotador rasgado à esquerda e precisaria de quatro a seis meses para reabilitar.
Em 27 de novembro de 2017, os Knicks ativaram Noah e deram a ele o seu primeiro jogo desde fevereiro. Noah entrou no segundo quarto e conseguiu um rebote.
Em 13 de outubro de 2018, os Knicks dispensaram Noah. Em duas temporadas, ele fez apenas 53 jogos.

### Memphis Grizzlies (2018–2019)
Em 4 de dezembro de 2018, Noah assinou com o Memphis Grizzlies pelo restante da temporada. Em 9 de fevereiro de 2019, ele fez 19 pontos e 14 rebotes em uma vitória de 99-90 sobre o New Orleans Pelicans. Em 22 de fevereiro de 2019, ele registrou 22 pontos (com 12 lances livres) e 11 rebotes em uma derrota para o Los Angeles Clippers.

## Carreira na seleção

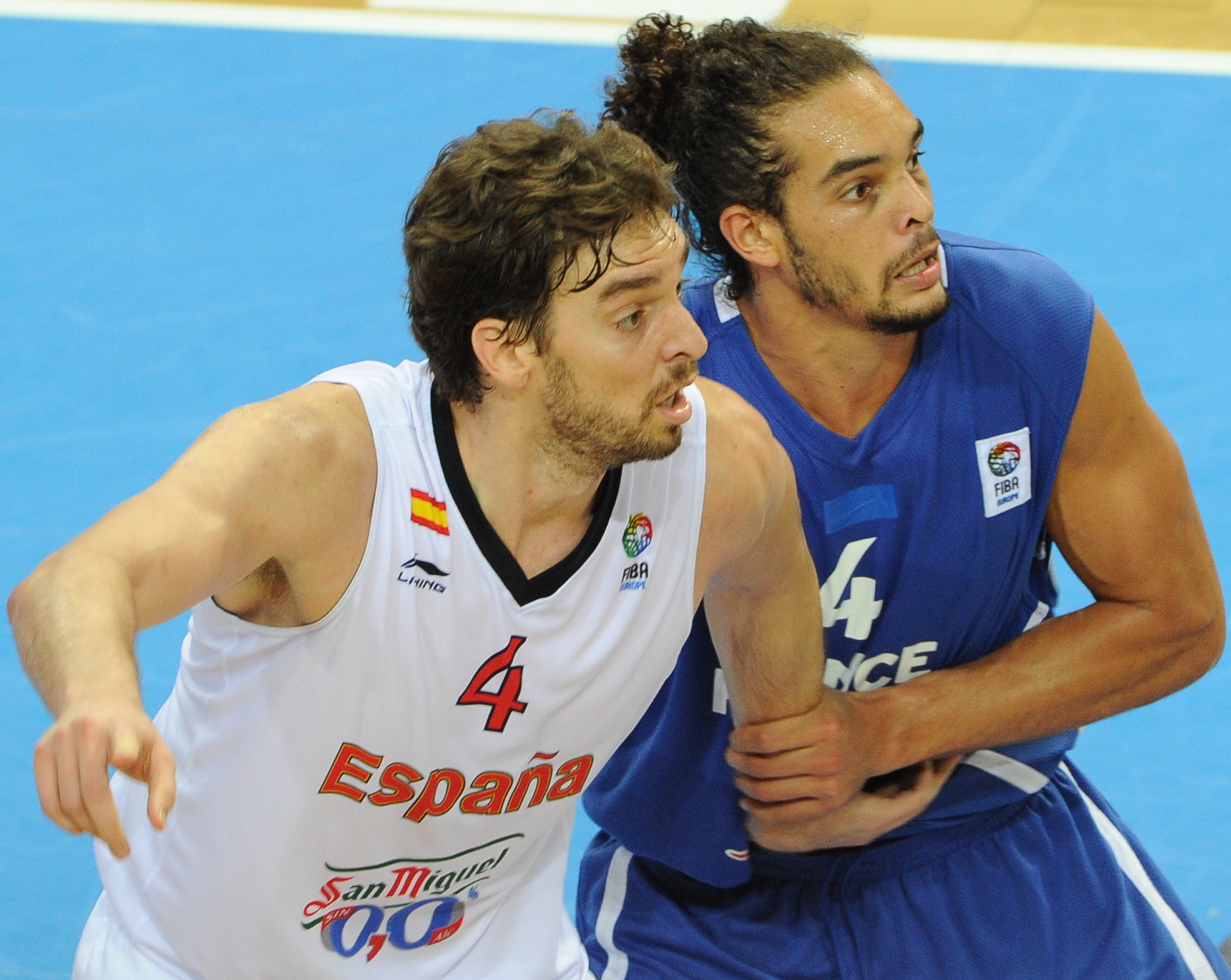
Noah (à direita) marcando Pau Gasol enquanto jogava pela França no EuroBasket de 2011.

Noah jogou na Seleção Francesa, embora ele pudesse ter sido elegível para a Seleção Americana ou para a Seleção Sueca. "A seleção da França é definitivamente algo que está nos meus sonhos há um tempo", disse ele.
Noah fez sua estréia na seleção francesa em 24 de julho de 2009, em um amistoso contra a Áustria, onde marcou 16 pontos e pegou 9 rebotes. Noah juntou-se à equipe francesa no EuroBasket de 2011.
Ele não se juntou à equipe olímpica francesa nos Jogos Olímpicos de Verão de 2012 em Londres, devido a uma grave lesão no tornozelo que sofreu durante os playoffs da NBA em 2012. Noah disse que precisava de mais tempo e trabalho de reabilitação antes de estar pronto para jogar novamente.

## Vida pessoal
Em 2010, com sua mãe, uma artista, Noah fundou a Noah's Arc Foundation para ajudar a envolver as crianças com uma auto-expressão positiva por meio de artes e esportes. A fundação tem um foco especial na juventude em risco em Chicago.
Noah ficou noivo da modelo brasileira da Victoria's Secret, Lais Ribeiro, em setembro de 2019 no Burning Man. O casal começou a namorar em julho de 2018.

## Estatísticas

### NBA

#### Temporada regular
| Ano      | Time     | PJ  | MPJ  | AP   | 3P   | LL   | RT   | AS  | BR  | TO    | PPJ  |
| -------- | -------- | --- | ---- | ---- | ---- | ---- | ---- | --- | --- | ----- | ---- |
| 2007–08  | Chicago  | 74  | 20.7 | .482 | .000 | .691 | 5.6  | 1.1 | .9  | .9    | 6.6  |
| 2008–09  | Chicago  | 80  | 24.2 | .556 | .000 | .676 | 7.6  | 1.3 | .6  | 1.4   | 6.7  |
| 2009–10  | Chicago  | 64  | 30.1 | .504 | –    | .744 | 11.0 | 2.1 | .5  | 1.6   | 10.7 |
| 2010–11  | Chicago  | 48  | 32.8 | .525 | .000 | .764 | 10.4 | 2.2 | 1.0 | 1.5   | 11.7 |
| 2011–12  | Chicago  | 64  | 30.4 | .508 | .000 | .748 | 9.8  | 2.5 | .6  | 1.4   | 10.2 |
| 2012–13  | Chicago  | 66  | 36.8 | .481 | .000 | .751 | 11.1 | 4.0 | 1.2 | 2.1   | 11.9 |
| 2013–14  | Chicago  | 80  | 35.3 | .475 | .000 | .737 | 11.3 | 5.4 | 1.2 | 1.580 | 12.6 |
| 2014–15  | Chicago  | 67  | 30.6 | .445 | .000 | .603 | 9.6  | 4.7 | .7  | 1.1   | 7.2  |
| 2015–16  | Chicago  | 29  | 21.9 | .383 | .000 | .489 | 8.8  | 3.8 | .6  | 1.0   | 4.3  |
| 2016–17  | New York | 46  | 22.1 | .490 | .000 | .436 | 8.8  | 2.2 | .7  | .8    | 5.0  |
| 2017–18  | New York | 7   | 5.7  | .500 | –    | .500 | 2.0  | .6  | .3  | .3    | 1.7  |
| 2018–19  | Memphis  | 42  | 16.5 | .516 | .000 | .716 | 5.7  | 2.1 | .5  | .7    | 7.1  |
| All-Star | All-Star | 2   | 18.5 | .667 | .000 | .000 | 7.5  | 4.0 | .5  | .5    | 8.0  |
| Carreira | Carreira | 667 | 27.9 | .491 | .000 | .700 | 9.1  | 2.8 | .8  | 1.3   | 8.8  |

#### Playoffs
| Ano      | Time     | PJ | MPJ  | AP   | 3P   | LL   | RT   | AS  | BR  | TO  | PPJ  |
| -------- | -------- | -- | ---- | ---- | ---- | ---- | ---- | --- | --- | --- | ---- |
| 2009     | Chicago  | 7  | 38.7 | .510 | .000 | .760 | 13.1 | 2.3 | .9  | 2.1 | 10.1 |
| 2010     | Chicago  | 5  | 36.6 | .528 | .000 | .947 | 13.0 | 2.6 | 1.8 | 1.4 | 14.8 |
| 2011     | Chicago  | 16 | 33.1 | .411 | .000 | .725 | 10.2 | 2.5 | 1.0 | 2.1 | 8.7  |
| 2012     | Chicago  | 3  | 33.0 | .731 | .000 | .636 | 9.3  | 3.0 | .7  | 1.3 | 15.0 |
| 2013     | Chicago  | 12 | 34.1 | .437 | .000 | .641 | 9.6  | 2.3 | .8  | 2.2 | 10.8 |
| 2014     | Chicago  | 5  | 42.0 | .512 | .000 | .588 | 12.8 | 4.6 | .8  | 1.4 | 10.4 |
| 2015     | Chicago  | 12 | 32.9 | .408 | .000 | .650 | 11.0 | 3.2 | .8  | 1.2 | 5.8  |
| Carreira | Carreira | 60 | 35.0 | .465 | .000 | .676 | 11.0 | 2.8 | 1.0 | 1.8 | 9.7  |

### Universitário
| Ano      | Time     | PJ  | MPJ  | AP   | 3P    | LL   | RT  | AS  | BR  | TO  | PPJ  |
| -------- | -------- | --- | ---- | ---- | ----- | ---- | --- | --- | --- | --- | ---- |
| 2004–05  | Florida  | 29  | 9.4  | .600 | –     | .577 | 2.5 | .5  | .2  | .7  | 3.5  |
| 2005–06  | Florida  | 39  | 24.9 | .627 | .000  | .733 | 7.1 | 2.1 | 1.1 | 2.4 | 14.2 |
| 2006–07  | Florida  | 40  | 25.9 | .607 | 1.000 | .663 | 8.4 | 2.3 | 1.1 | 1.8 | 12.0 |
| Carreira | Carreira | 108 | 21.1 | .616 | .500  | .684 | 6.4 | 1.7 | .9  | 1.7 | 10.5 |

Fonte:

## Prêmios e Homenagens
- Jogador Defensivo do Ano da NBA: 2014
- NBA Citizenship Award: 2015
- 2x NBA All-Star Game: 2013, 2014
- All-NBA Team:
  - Primeiro Time: 2014
- 3x NBA All-Defensive Team:
  - Primeiro Time: 2013, 2014
  - Segundo Time: 2011